# 桑托韦尼亚德拉瓦尔东西纳
桑托韦尼亚德拉瓦尔东西纳，是西班牙卡斯蒂利亚-莱昂莱昂省的一个市镇。 总面积30平方公里，总人口1706人（001年），人口密度57人/平方公里。